# Президентские выборы в Германии (2017)

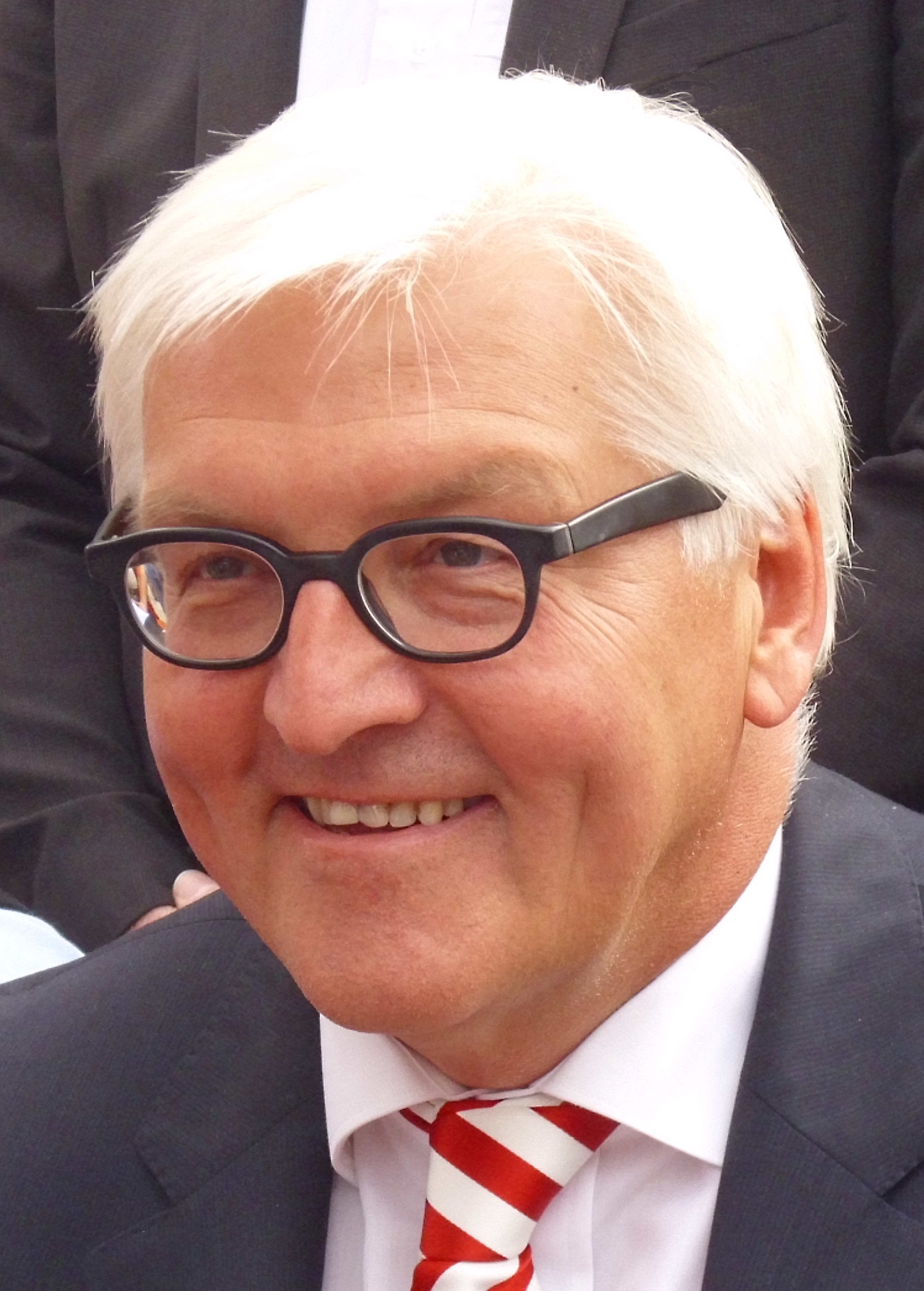
Франк-Вальтер Штайнмайер избран 12-м Президентом Германии

Штандарт президента ФРГ с бундес-орлом

Выборы Президента Германии 2017 года — это 16-е (с 1949 года) избрание Федерального президента Германии депутатами Федерального собрания Германии, которое состоялось 12 февраля 2017 года.
Федеральный президент Германии избирается сроком на пять лет.
За период с 1949 до 2017 года было одиннадцать Президентов (4 из них избирались дважды). С 23 марта 2012 года на посту Федерального президента Германии работал Йоахим Гаук.

## Правила избрания
Федерального президента Германии выбирает Федеральное собрание в Берлине, в зале заседаний Рейхстага. В его состав входят 630 депутатов Бундестага и такое же число делегатов, которых по принципу пропорциональности направили земельные парламенты.
Общее количество делегатов в 2017 году составляет 1260 человек. Принимали участие в голосовании 1253 депутата. Заседание по избранию Президента проводил председатель Бундестага Норберт Ламмерт.
Согласно статье 54 Основного закона ФРГ кандидат в Президенты Германии должен обязательно быть гражданином этой страны («каждый немец» может стать президентом). Он может быть избранным в нижнюю палату парламента (Бундестаг). Однако, кандидат должен быть не моложе сорока лет. Непосредственное переизбрание допускается только один раз.

## Предвыборная кампания
В июле 2016 года федеральный президент Германии Йоахим Гаук заявил, что не будет выдвигать свою кандидатуру на второй срок.
16 ноября 2016 года Ангела Меркель представила 60-летнего Франк-Вальтера Штайнмайера как единого кандидата на пост немецкого Президента. Его поддержали две ведущие политические силы — от правящей коалиции Христианско-демократического союза, Христианско-социального союза (ХДС / ХСС) и Социал-демократической партии (СДПГ).
27 января 2017 года Ф-В.Штайнмайер с этой целью ушел досрочно с поста главы МИД Германии.

## Результаты голосования
Социал-демократ Франк-Вальтер Штайнмайер прогнозируемо победил в первом туре выборов. За него проголосовал 931 из 1253 членов коллегии избирателей (74,3 %), принимавших участие в голосовании по необходимых 631.
Инаугурация нового Президента Германии состоялась 19 марта 2017 года.